# Azizijja
Azizijja (arab. عزيزية) – wieś w Syrii, w muhafazie Hama. W 2004 roku liczyła 533 mieszkańców.